# Huilly-sur-Seille
Huilly-sur-Seille est une commune française située dans le département de Saône-et-Loire, en région Bourgogne-Franche-Comté.

## Géographie
Huilly-sur-Seille fait partie de la Bresse louhannaise.
La commune est bordée par la Seille, qui constitue sa limite naturelle avec les communes de Savigny-sur-Seille (au nord-est), Rancy (à l’est) et Jouvençon (au sud).

### Climat
Pour des articles plus généraux, voir Climat de la Bourgogne-Franche-Comté et Climat de Saône-et-Loire.
En 2010, le climat de la commune est de type climat océanique dégradé des plaines du Centre et du Nord, selon une étude du Centre national de la recherche scientifique s'appuyant sur une série de données couvrant la période 1971-2000. En 2020, Météo-France publie une typologie des climats de la France métropolitaine dans laquelle la commune est exposée à un climat semi-continental et est dans la région climatique Bourgogne, vallée de la Saône, caractérisée par un bon ensoleillement (1 900 h/an), un été chaud (18,5 °C), un air sec au printemps et en été et des vents faibles.
Pour la période 1971-2000, la température annuelle moyenne est de 11,4 °C, avec une amplitude thermique annuelle de 18 °C. Le cumul annuel moyen de précipitations est de 931 mm, avec 11,2 jours de précipitations en janvier et 7,6 jours en juillet. Pour la période 1991-2020, la température moyenne annuelle observée sur la station météorologique de Météo-France la plus proche, « Montpont », sur la commune de Montpont-en-Bresse à 9 km à vol d'oiseau, est de 11,8 °C et le cumul annuel moyen de précipitations est de 1 026,2 mm. 
La température maximale relevée sur cette station est de 40,3 °C, atteinte le 31 juillet 2020 ; la température minimale est de −16,5 °C, atteinte le 20 décembre 2009,,.
Les paramètres climatiques de la commune ont été estimés pour le milieu du siècle (2041-2070) selon différents scénarios d'émission de gaz à effet de serre à partir des nouvelles projections climatiques de référence DRIAS-2020. Ils sont consultables sur un site dédié publié par Météo-France en novembre 2022.

## Urbanisme

### Typologie
Au 1er janvier 2024, Huilly-sur-Seille est catégorisée commune rurale à habitat dispersé, selon la nouvelle grille communale de densité à sept niveaux définie par l'Insee en 2022.
Elle est située hors unité urbaine et hors attraction des villes,.

### Occupation des sols
L'occupation des sols de la commune, telle qu'elle ressort de la base de données européenne d’occupation biophysique des sols Corine Land Cover (CLC), est marquée par l'importance des territoires agricoles (65,2 % en 2018), une proportion sensiblement équivalente à celle de 1990 (65,1 %). La répartition détaillée en 2018 est la suivante : zones agricoles hétérogènes (40,7 %), forêts (31,8 %), prairies (16,8 %), terres arables (7,7 %), zones urbanisées (3 %). L'évolution de l’occupation des sols de la commune et de ses infrastructures peut être observée sur les différentes représentations cartographiques du territoire : la carte de Cassini (XVIIIe siècle), la carte d'état-major (1820-1866) et les cartes ou photos aériennes de l'IGN pour la période actuelle (1950 à aujourd'hui).

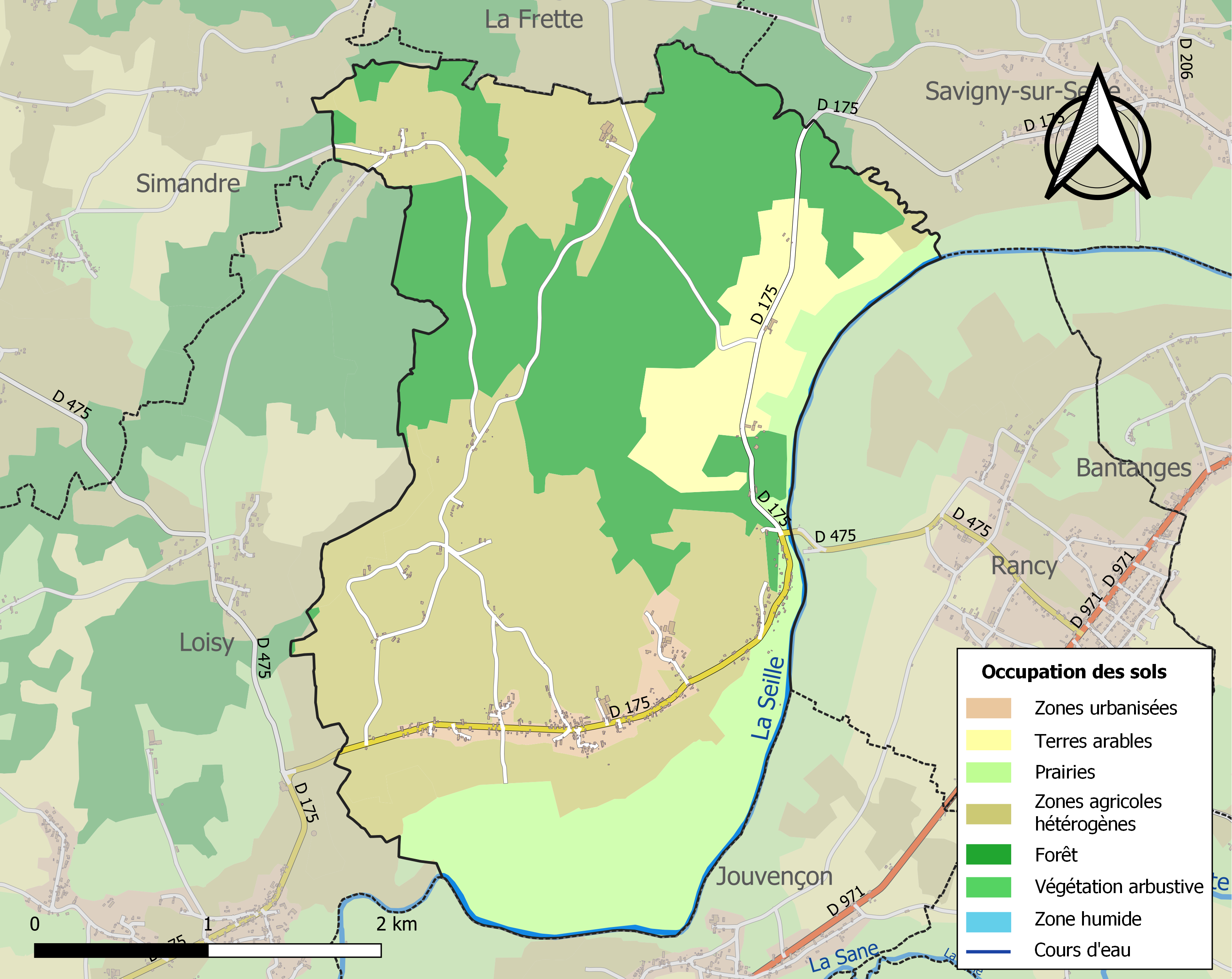
Carte des infrastructures et de l'occupation des sols de la commune en 2018 (CLC).

## Histoire
En 1823, Huilly s'est vu rattacher la commune de Molaize.
En 1979, Huilly a changé de nom pour devenir Huilly-sur-Seille.

## Politique et administration

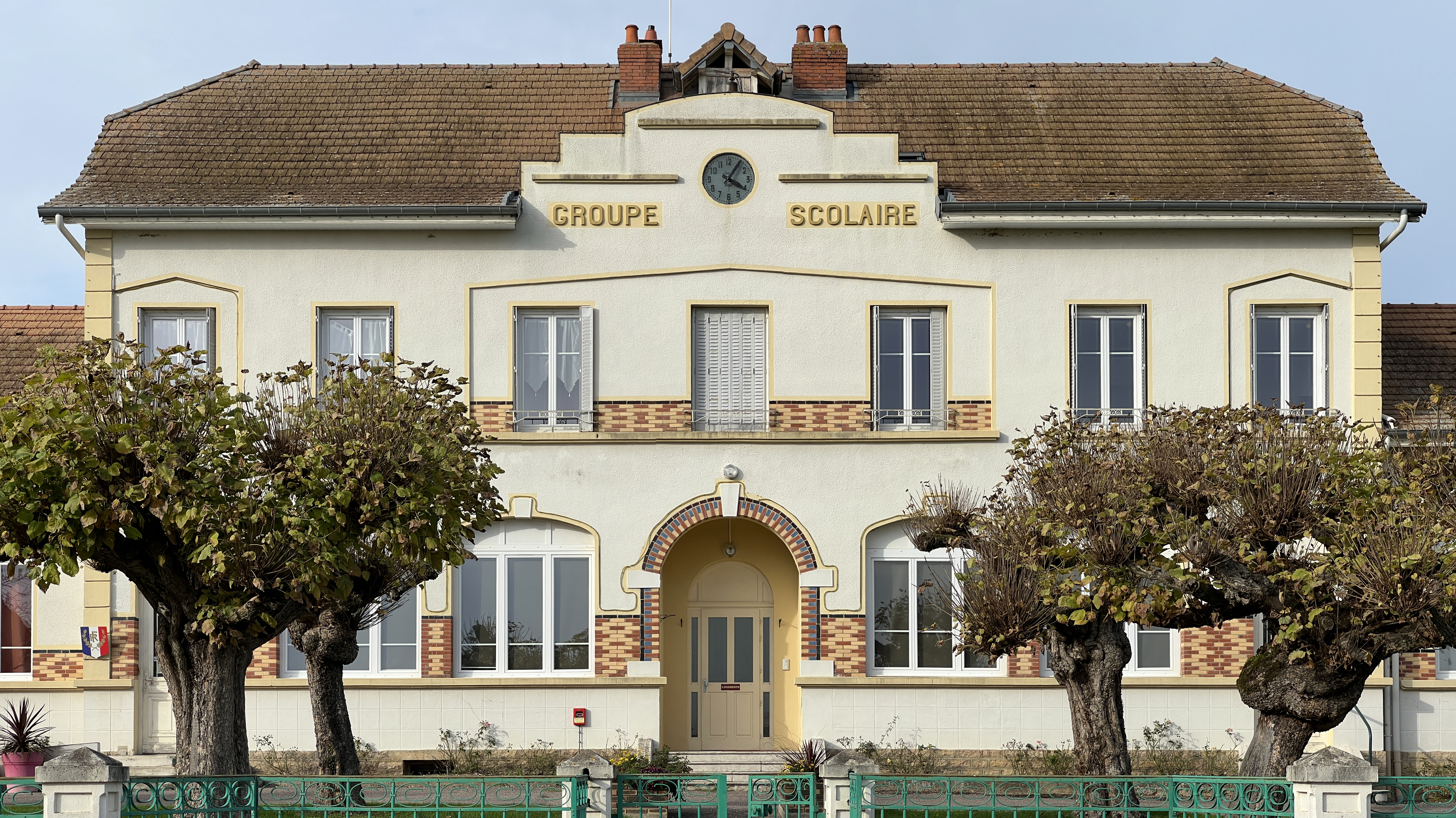
Mairie-école.

### Tendances politiques et résultats

#### Élections législatives
Le village de Huilly-sur-Seille faisant partie de la quatrième circonscription de Saône-et-Loire, place lors du premier tour des élections législatives françaises de 2017, Maxime Thiébaut (FN) avec 31,36 % des suffrages. Mais lors du second tour, il s'agit de Cécile Untermaier (PS) qui arrive en tête avec 65,98 % des suffrages.

#### Élections départementales
Le village de Huilly-sur-Seille faisant partie du canton de Cuiseaux place le binôme de Guy Arcucci (RN) et Nathalie Giraud (RN), en tête, dès le 1er tour des élections départementales de 2021 en Saône-et-Loire avec 41,98 % des suffrages. Lors du second tour, les habitants décideront de placer le binôme de Frédéric Cannard (DVG) et Sylvie Chambriat (DVG), en tête, avec cette fois-ci, près de 56,41 % des suffrages. Devant l'autre binôme menée par Sébastien Fierimonte (DIV) et Carole Rivoire-Jacquinot (DIV) qui obtient 43,59 %. Il est important de souligner une abstention record lors de ces élections qui n'ont pas épargné le village de Huilly-sur-Seille avec lors du premier tour 68,77 % d'abstention et au second, 66,54 %.

### Liste des maires de Huilly-sur-Seille
| Période                                  | Période    | Identité                                            | Étiquette | Qualité |
| ---------------------------------------- | ---------- | --------------------------------------------------- | --------- | ------- |
| Janvier 1793                             |            | Jean Brigot                                         |           |         |
| Avant 1801                               | 1803       | Claude Bourgeon                                     |           |         |
| 1803                                     | 1810       | Louis Josserand                                     |           |         |
| 1811                                     | 1813       | Philibert Josserand                                 |           |         |
| 1813                                     | 1815       | François Josserand                                  |           |         |
| 1815                                     | 1815       | Philibert Josserand                                 |           |         |
| 1815                                     | 1829       | Louis Palanchon                                     |           |         |
| 1829                                     | 1846       | François Cretin                                     |           |         |
| 1846                                     | 1859       | François Meunier                                    |           |         |
| 1859                                     | 1867       | Antoine Péhu                                        |           |         |
| 1867                                     | 1870       | Claude Marie Gonnet                                 |           |         |
| 1870                                     | 1871       | Jean Marie Perney                                   |           |         |
| 1871                                     | 1875       | Claude Marie Gonnet                                 |           |         |
| 1875                                     | 1892       | Germain Maurice Nicolas Marie Legouz de Saint-Seine |           |         |
| 1892                                     | après 1902 | Antoine Moine                                       |           |         |
| mars 1989                                | mars 2008  | Colette D'Ivernois                                  |           |         |
| mars 2008                                |            | Dominique Prudhomme                                 |           |         |
| 2020                                     | en cours   | Alain Météry                                        |           |         |
| Les données manquantes sont à compléter. |            |                                                     |           |         |

## Démographie
L'évolution du nombre d'habitants est connue à travers les recensements de la population effectués dans la commune depuis 1793. Pour les communes de moins de 10 000 habitants, une enquête de recensement portant sur toute la population est réalisée tous les cinq ans, les populations de référence des années intermédiaires étant quant à elles estimées par interpolation ou extrapolation. Pour la commune, le premier recensement exhaustif entrant dans le cadre du nouveau dispositif a été réalisé en 2008.

En 2022, la commune comptait 352 habitants, en évolution de +7,32 % par rapport à 2016 (Saône-et-Loire : −1,06 %, France hors Mayotte : +2,11 %).
| 1793 | 1800 | 1806 | 1821 | 1831 | 1836 | 1841 | 1846 | 1851 |
| ---- | ---- | ---- | ---- | ---- | ---- | ---- | ---- | ---- |
| 551  | 557  | 511  | 597  | 750  | 720  | 714  | 746  | 793  |

| 1856 | 1861 | 1866 | 1872 | 1876 | 1881 | 1886 | 1891 | 1896 |
| ---- | ---- | ---- | ---- | ---- | ---- | ---- | ---- | ---- |
| 788  | 772  | 722  | 730  | 744  | 729  | 763  | 725  | 711  |

| 1901 | 1906 | 1911 | 1921 | 1926 | 1931 | 1936 | 1946 | 1954 |
| ---- | ---- | ---- | ---- | ---- | ---- | ---- | ---- | ---- |
| 680  | 661  | 655  | 582  | 574  | 522  | 507  | 482  | 414  |

| 1962 | 1968 | 1975 | 1982 | 1990 | 1999 | 2006 | 2008 | 2013 |
| ---- | ---- | ---- | ---- | ---- | ---- | ---- | ---- | ---- |
| 373  | 348  | 304  | 290  | 297  | 273  | 288  | 293  | 323  |

| 2018 | 2022 | - | - | - | - | - | - | - |
| ---- | ---- | - | - | - | - | - | - | - |
| 339  | 352  | - | - | - | - | - | - | - |

## Pour approfondir